# Asterisk
Asterisk és una aplicació de programari lliure (sota llicència GPL) que proporciona funcionalitats d'una central telefònica (PBX). Com qualsevol PBX, es pot connectar un nombre determinat de telèfons per a fer cridades entre si i fins i tot connectar a un proveïdor de VoIP o bé a una RDSI tant bàsics com primaris.
Mark Spencer, de Digium, inicialment va crear Asterisk i actualment és el seu principal desenvolupador, juntament amb altres programadors que han contribuït a corregir errors i afegir novetats i funcionalitats. Originalment desenvolupat per al sistema operatiu GNU/Linux, Asterisk actualment també es distribueix en versions per als sistemes operatius BSD, MacOSX, Solaris i Microsoft Windows, encara que la plataforma nativa (GNU/Linux) és la millor suportada de totes.
Asterisk inclou moltes característiques anteriorment només disponibles en costosos sistemes propietaris PBX com bústia de veu, conferències, IVR, distribució automàtica de cridades, i moltes altres més. Els usuaris poden crear noves funcionalitats escrivint un dialplan en el llenguatge de script d'Asterisk o afegint mòduls escrits en llenguatge C o en qualsevol altre llenguatge de programació suportat per Linux.
Per a connectar telèfons estàndard analògics són necessàries targetes electròniques telefòniques FXS o FXO fabricades per Digium o altres proveïdors, ja que per a connectar el servidor a una línia externa no n'hi ha prou amb un simple mòdem.
Potser el més interessant d'Asterisk és que suporta molts protocols VoIP com poden ser SIP, H.323, IAX i MGCP. Asterisk pot interoperar amb terminals IP actuant com un registrador i com gateway entre ambdós.
Asterisk es comença a adoptar en alguns entorns corporatius com una gran solució de baix cost juntament amb SER (Sip Express Router).

## Història
L'aplicació Asterisk va ser desenvolupada per Mark Spencer, en aquells dies estudiant d'enginyeria informàtica en la Universitat d'Auburn, Alabama. Mark havia creat el 1999 l'empresa "Linux Support Services" amb l'objectiu de donar suport a usuaris de Linux. Per a això necessitava una central telefònica, però davant la impossibilitat d'adquirir-la donats els seus elevats preus, va decidir construir una amb un PC sota Linux, utilitzant llenguatge C.
Posteriorment "Linux Support Services" es convertiria l'any 2002 en "Digium", redirigint els seus objectius al desenvolupament i suport d'Asterisk.